# 根纳季·博尔科夫
根纳季·安德烈耶维奇·博尔科夫（俄語：Геннадий Андреевич Борков；1905年4月12日—1983年2月25日），苏联党和国家领导人。曾任联共（布）新西伯利亚州委第一书记，哈巴罗夫斯克边疆区党委第一书记，哈共（布）中央第一书记，萨拉托夫州委第一书记等职务。

## 生平
- 1905年3月30日（格里历：4月12日）出生于沙俄雅罗斯拉夫尔省雷宾斯克区潘菲洛沃村。
- 1919年-1923年，俄共（布）雅罗斯拉夫尔州潘菲洛夫镇党委执行委员会委员。其间，1922年-1923年，共青团潘菲洛夫镇团支部书记。
- 1923年-1927年，共青团雅罗斯拉夫尔州雷宾斯克区委委员；雅罗斯拉夫尔Krasny Perekop工厂团支部书记。1924年加入联共（布）。
- 1927年-1929年，联共（布）雅罗斯拉夫尔州达尼洛夫区罗斯托夫镇宣传鼓动部部长。
- 1929年-1930年，联共（布）伊万诺沃工业区柳比姆斯基区委员执行书记。
- 1930年-1935年11月，莫斯科农学院学习，有机化学专业，硕士肄业。
- 1935年11月-1937年11月，苏联科技部工作。
- 1937年11月-1938年11月，联共（布）沃罗涅日州委第二书记。其间加入克格勃三人法庭，参与斯大林大清洗。
- 1938年11月-1939年12月，联共（布）新西伯利亚州委第一书记。
- 1940年1月-1945年6月，联共（布）哈巴罗夫斯克边疆区党委第一书记。
- 1945年7月-1946年6月，哈萨克共产党（布）中央第一书记。
- 1946年8月-1948年7月，联共（布）中央监察部副部长。
- 1948年7月-12月，联共（布）中央监察委员。
- 1948年12月-1955年4月，联共（布）萨拉托夫州委第一书记。
- 1955年4月-1960年，苏联农业部副部长。
- 1960年起退休。
- 1983年2月25日于莫斯科逝世，享年77岁。

博尔科夫是联共（布）18大，第18次代表会议，苏共19大代表，第18-19届中央委员；第1-4届苏联最高苏维埃联盟院代表，第1届俄罗斯苏维埃联邦社会主义共和国最高苏维埃代表。

## 荣誉
- 两次列宁勋章（1942,1944）
- 十月革命勋章（1975）
- 劳动红旗勋章
- 荣誉勋章（1965）
- 1941-1945年伟大卫国战争中忘我劳动奖章